# Asy myśliwskie Włoch (I wojna światowa)
Lista włoskich asów myśliwskich z I wojny światowej. Należących do Regia Aeronautica. W tabeli podano stopnie jakie osiągnęli w czasie I wojny światowej.
| Stopień            | Nazwisko                | Zdjęcie | Ilość zwycięstw | Jednostki                                                                                          | Data śmierci  | Samoloty                           | Dodatkowe informacje                                                              |
| ------------------ | ----------------------- | ------- | --------------- | -------------------------------------------------------------------------------------------------- | ------------- | ---------------------------------- | --------------------------------------------------------------------------------- |
| Major              | Francesco Baracca       |         | 34              | 5a Squadriglia, 70a Squadriglia, 91a Squadriglia                                                   | 19.06.1918    | Nieuport, SPAD VII                 | Sabaudzki Order Wojskowy, Military Cross, Order Korony                            |
| Tenente            | Silvio Scaroni          |         | 26              | 4a Squadriglia, 43a Squadriglia, 44a Squadriglia, 76a Squadriglia, 86a Squadriglia                 | 16.02.1977    |                                    | Valor militare                                                                    |
| Tenente Colonnello | Pier Ruggero Piccio     |         | 25              | 3a Squadriglia, 70a Squadriglia, 77a Squadriglia, 91a Squadriglia                                  | 31.07.1965    | Nieuport 11                        | Valor militare                                                                    |
| Tenente            | Flavio Baracchini       |         | 21              | 7a Squadriglia, 26a Squadriglia, 76a Squadriglia, 81a Squadriglia                                  | 18.08.1928    |                                    | Valor militare                                                                    |
| Capitano           | Fulco Ruffo di Calabria |         | 20              | 1a Squadriglia, 4a Squadriglia, 42a Squadriglia, 44a Squadriglia, 70a Squadriglia, 91a Squadriglia | 23.08.1946    | Nieuport 11, Nieuport 17, SPAD VII | Valor militare                                                                    |
| Sergente           | Marziale Cerutti        |         | 17              | 79a Squadriglia                                                                                    | 26.05.1946    | Nieuport 27                        |                                                                                   |
| Terente            | Ferruccio Ranza         |         | 17              | 43a Squadriglia, 77a Squadriglia, 91a Squadriglia                                                  | 25.04.1973    | Nieuport 27                        | Sabaudzki Order Wojskowy, Order Gwiazdy Jerzego Czarnego, Krzyż Wojenny (Francja) |
| Terente            | Giovanni Ancillotto     |         | 11              | 27a Squadriglia, 30a Squadriglia, 77a Squadriglia, 80a Squadriglia, 114a Squadriglia               | 18.10.1924    | Nieuport 11                        | Valor militare                                                                    |
| Sergente           | Antonio Reali           |         | 11              | 79a Squadriglia                                                                                    | 19.01.1975    | Nieuport 27                        | Valor militare                                                                    |
| Sergente           | Giovanni Nicelli        |         | 9               | 79a Squadriglia                                                                                    | 5.05.1918 KIA | Nieuport 27                        |                                                                                   |
| Tenente            | Flaminio Avet           |         | 8               | 70a Squadriglia, 73a, 82a                                                                          | 21.08.1928    |                                    |                                                                                   |
| Sottotenente       | Ernesto Cabruna         |         | 8               | 28a Squadriglia, 77a, 80a, 84a                                                                     | 9.01.1960     | Ansaldo A.1 Balilla, SPAD VII      |                                                                                   |
| Sottotenente       | Alvaro Leonardi         |         | 8               | 41a Squadriglia, 80a                                                                               | 1.01.1955     |                                    | Valor militare                                                                    |

Oznaczenia:
- KIA - Kill in Action - zginął w walce.
- KIFA - Kill in Flying Accident - zginął w wypadku lotniczym.